# Peter Webber
Peter Webber (1968) è un regista britannico.

## Biografia
Appassionato cinefilo, girò il suo primo cortometraggio durante l'esperienza scolastica. La popolarità internazionale arrivò nel 2003 con la direzione del film La ragazza con l'orecchino di perla.

## Filmografia
- The Zebra Man (1992)
- A to Z of Wagner Film tv (1995)
- The Temptation of Franz Schubert Film Tv (1997)
- Underground (1999)
- Men Only Film Tv (2001)
- The Stretford Wives Film Tv (2002)
- La ragazza con l'orecchino di perla (Girl with a Pearl Earring) (2003)
- Hannibal Lecter - Le origini del male (Hannibal Rising) (2007)
- Emperor (2012)
- Tutankhamon (Tutankhamun) – miniserie TV, 4 puntate (2016)
- Pickpockets (2018)